# Judacilius
Gaius Judacilius oder Gaius Vidacilius war ein gebürtiger Ascolaner in Picenum und einer der Hauptgeneräle der Verbündeten im Bundesgenossenkrieg 90 v. Chr.  Er war als einer der fähigsten und entschlossensten Führer des Aufstands bekannt.  Er befehligte zunächst sehr erfolgreich in Apulien: Canusium, Venusia und viele andere Städte öffneten ihm ihre Tore, jene die sich weigerten wurden mit Gewalt eingenommen. Er richtete die gefangenen römischen Adligen hin und nahm das einfache Volk und die Sklaven in seine Truppen auf.
Judacilius schloss sich mit Titus Afranius (auch Lafrenius genannt) und Publius Ventidius Bassus am Berg Falerinus zusammen, wo sie Pompeius Strabo besiegten, der sich in die Stadt Firmum zurückzog. In der Annahme das Afranius für den weiteren Kampf mit Pompeius stark genug ist wandten sich Judacilius und Ventidius nun anderen Kriegsschauplätzen zu. Als Strabo seinerseits einen Sieg über Afranius errungen und Picenum belagert hatte, eilte Judacilius mit acht Kohorten in die Stadt um seine Heimatstadt zu retten.
Er schickte vorher den Bewohnern die Nachricht, dass sie, wenn sie ihn aus der Ferne vorrücken sahen, einen Ausfall gegen Strabos Belagerungsmacht machen sollten, damit der Feind auf beiden Seiten gleichzeitig angegriffen werden sollte. Die Bewohner hatten Angst dies zu tun und es kam zu einem massiven und blutigen Kampf zwischen den beiden Streitkräften. Römische Berichte über die Schlacht sprechen von 75.000 Soldaten auf der römischen Seite gegen 60.000 Italiener, obwohl die meisten Gelehrten diese Zahlen für übertrieben halten.
Dennoch schlug sich Judacilius durch die feindlichen Linien und gelangte in die Stadt. Sein Plan, die gegnerische Truppe schwer zu treffen, war jedoch gescheitert. Es war ihm nur gelungen, seine Streitkräfte bei den Verteidigern zu verbarrikadieren. Als er feststellte, dass die Stadt nicht mehr lange zu halten war, entschloss er sich ihren Fall nicht zu überleben. Er tötete zuerst alle seine Feinde, einschließlich derer in Asculum, von denen er dachte, dass sie die Stadtbewohner davon abgehalten hatten, sich zum Kampf zu versammeln, und errichtete dann einen Scheiterhaufen auf dem Gebiet des Haupttempels der Stadt. Judacilius aß dann zusammen mit seinen Freunden und, nachdem er Gift genommen hatte, legte er sich auf den Haufen und befahl seinen Freunden, ihn in Brand zu setzen.  Die Stadt fiel kurz darauf in die Hände von Pompejus und wurde für ihren Widerstand hart bestraft. Die Führer des Aufstands wurden kurzerhand hingerichtet und die anderen wurden nackt aus der Stadt vertrieben.
Viele Forscher betrachten diese Schlacht als den Wendepunkt im Krieg.